# Origins
Origins International Game Expo to jeden z największych konwentów miłośników fantastyki w Stanach Zjednoczonych. Zapoczątkowany w 1975, uczestniczy w nim ponad 20 tys. osób, stawiając go na równi z E3, Dragon Con i Gen Con. Gen Con odbywa się od 1996 w Columbus, Ohio, USA.
Origins jest miejscem przyznawnia prestiżowych Nagród Origins (Origins Awards).